# Extremhindernislauf
Als Extremhindernislauf (bzw. Obstacle Course Racing, OCR oder Survival Running) werden Läufe bezeichnet, bei denen Einzelteilnehmer oder Teams verschiedenartige Hindernisse zu überwinden haben. Er hat seine Ursprünge in der militärischen Ausbildung mit Hindernisbahnen. Beim OCR werden die Ausdauer, Kraft, Beweglichkeit, Schnelligkeit, Geschicklichkeit, Balance und Koordination gefordert. Im Unterschied zum klassischen Hindernislauf in der Leichtathletik wird der Laufrhythmus unterbrochen und die aufgebauten Hindernisse unterscheiden sich hinsichtlich der Anforderungen erheblich. Die Profile der Strecken und der Hindernisse sind beim Extremhindernislauf nicht einheitlich gestaltet. Es wird wie beim Cross- oder Traillauf auf Naturstrecke gelaufen. Als erster ziviler Lauf gilt das Tough Guy Race 1987.

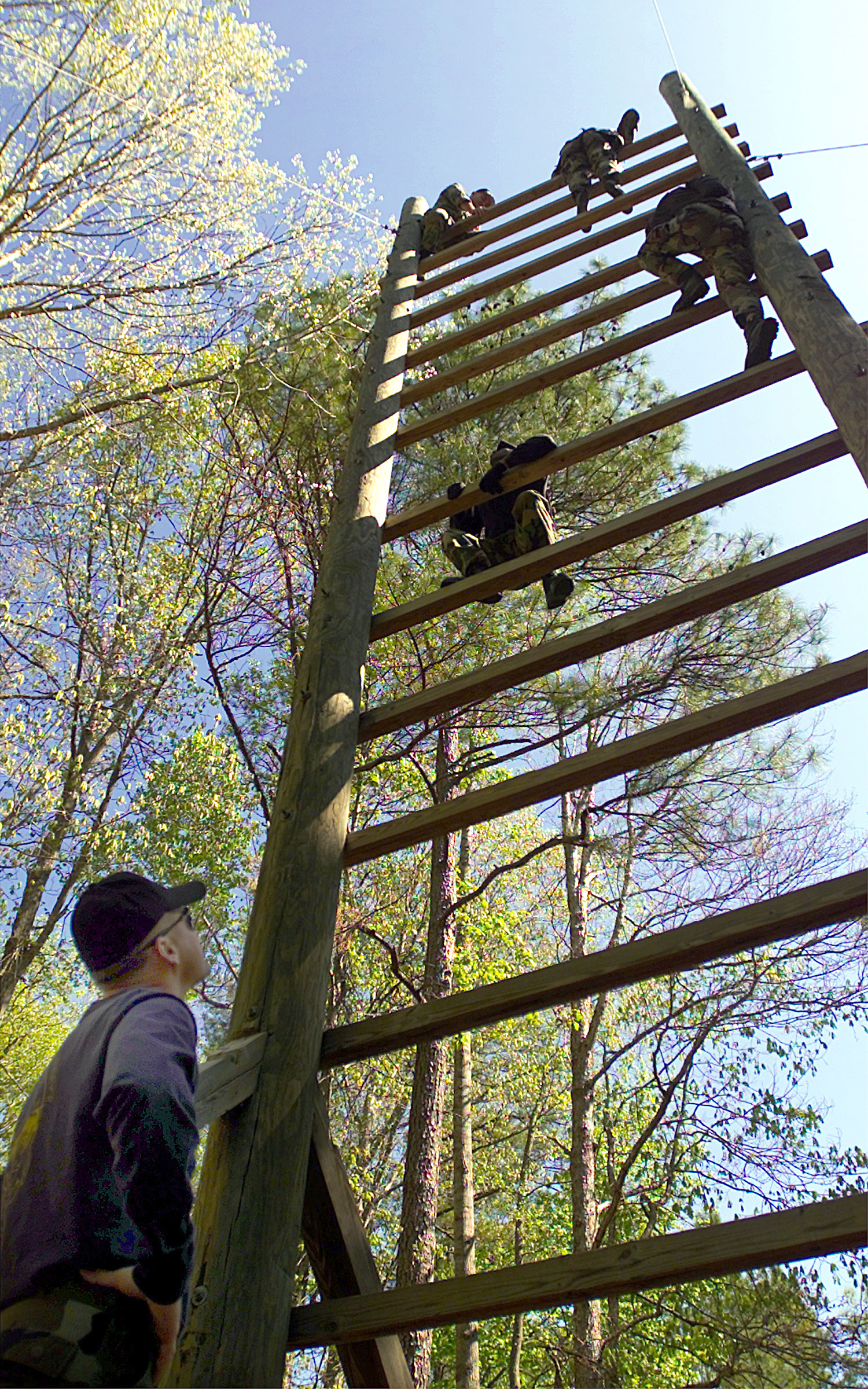
SWAT-Team der United States Navy beim Training auf der Hindernisbahn

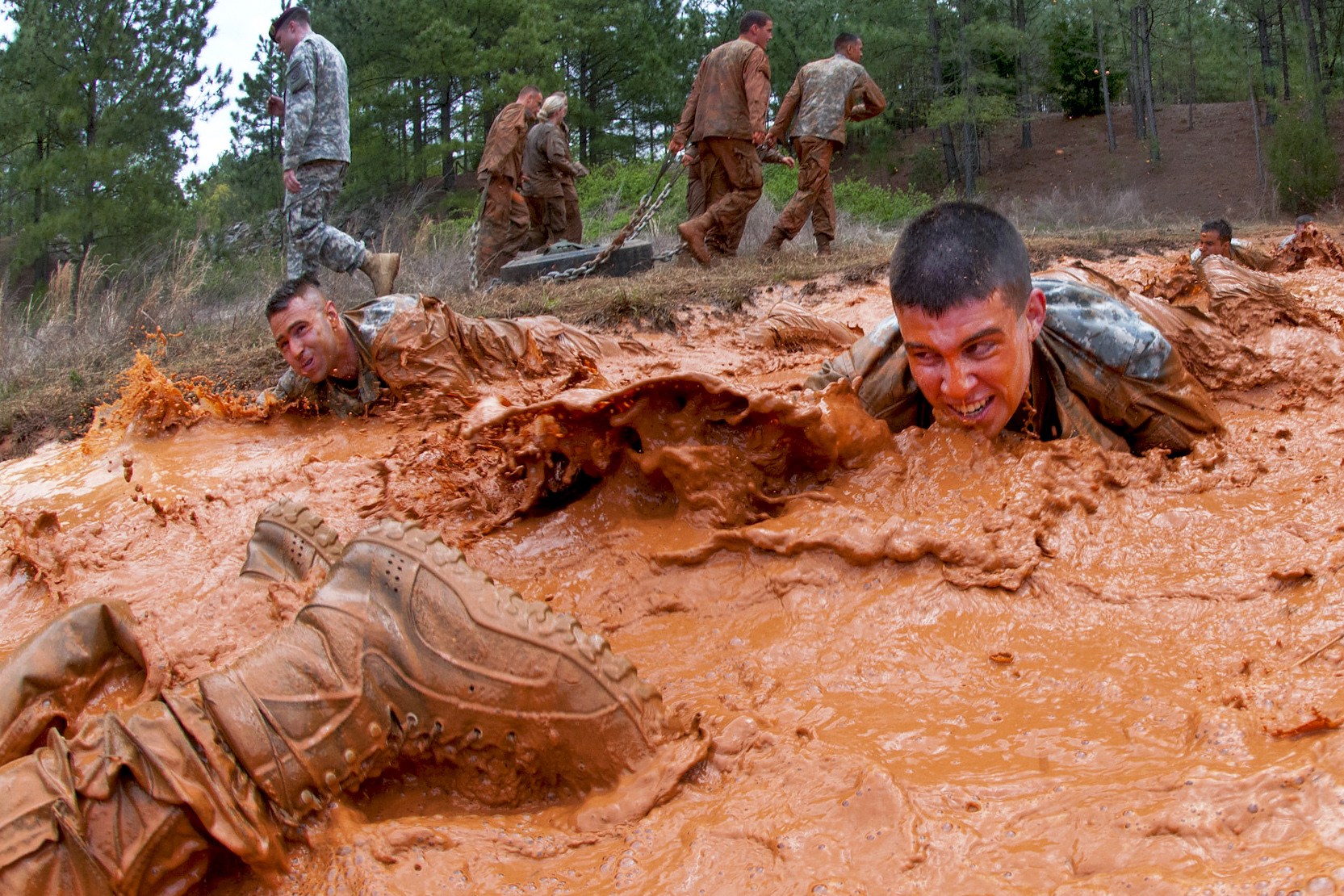
Schlammrobben

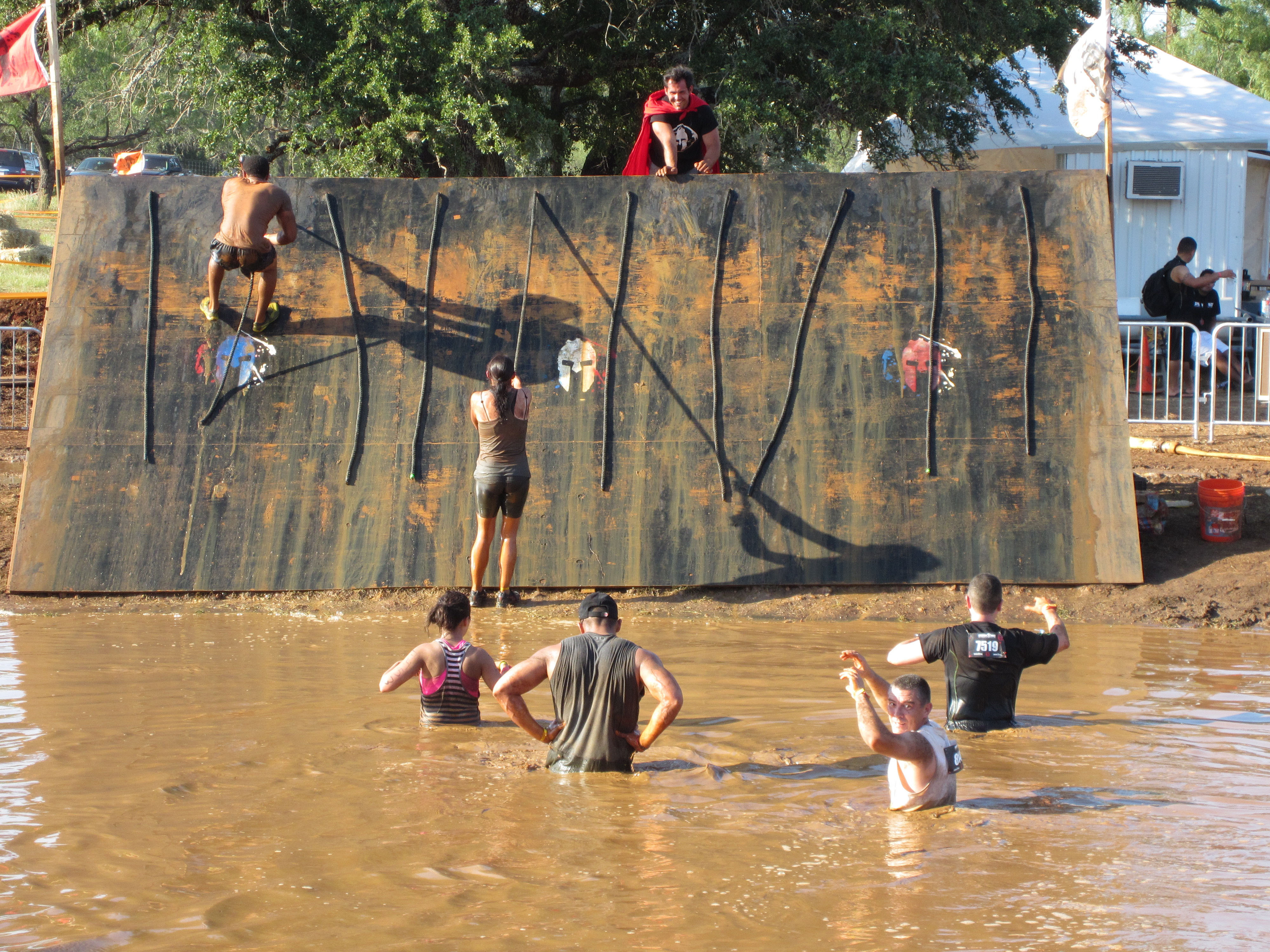
Seilwand

Teamsport

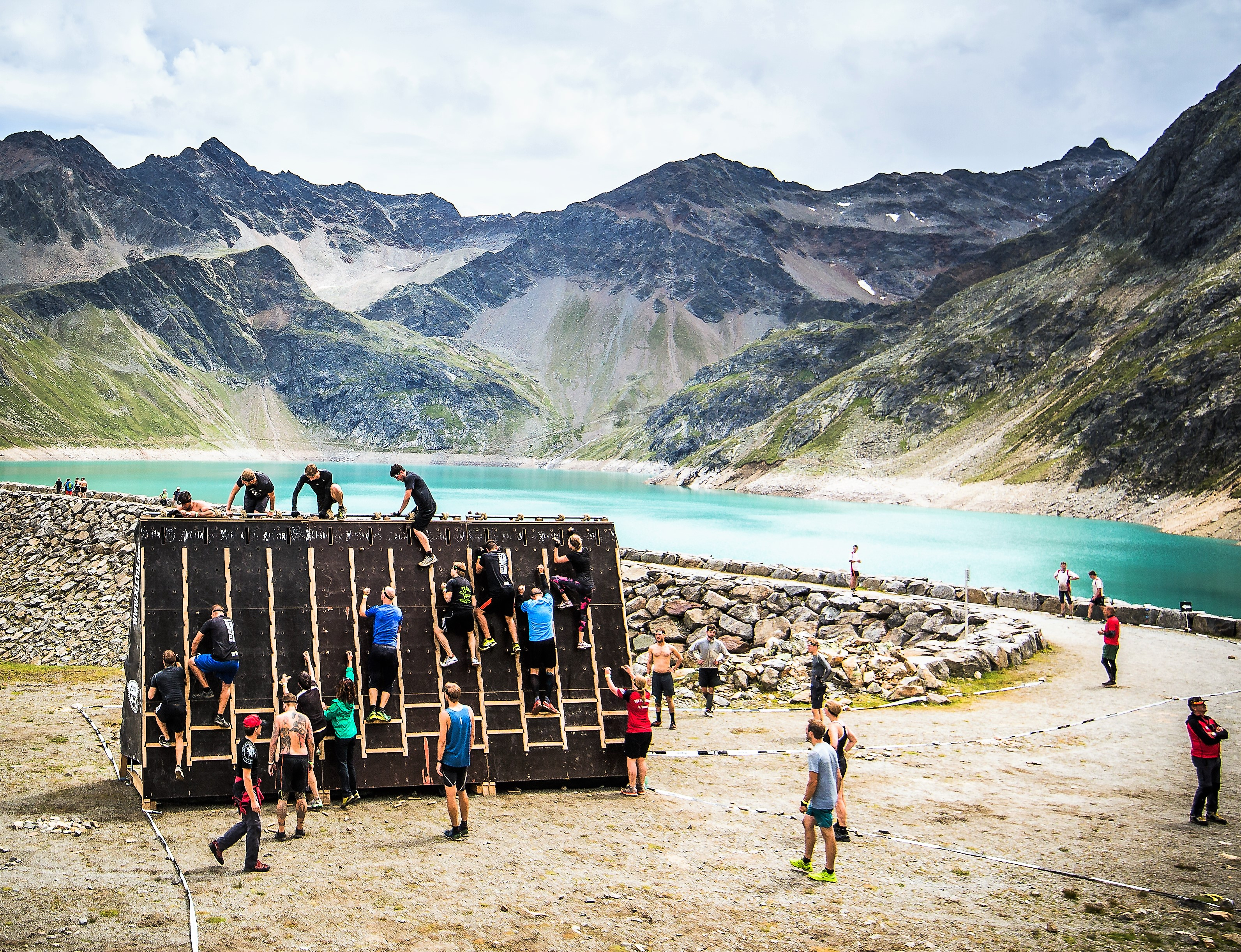
Kletterhindernis

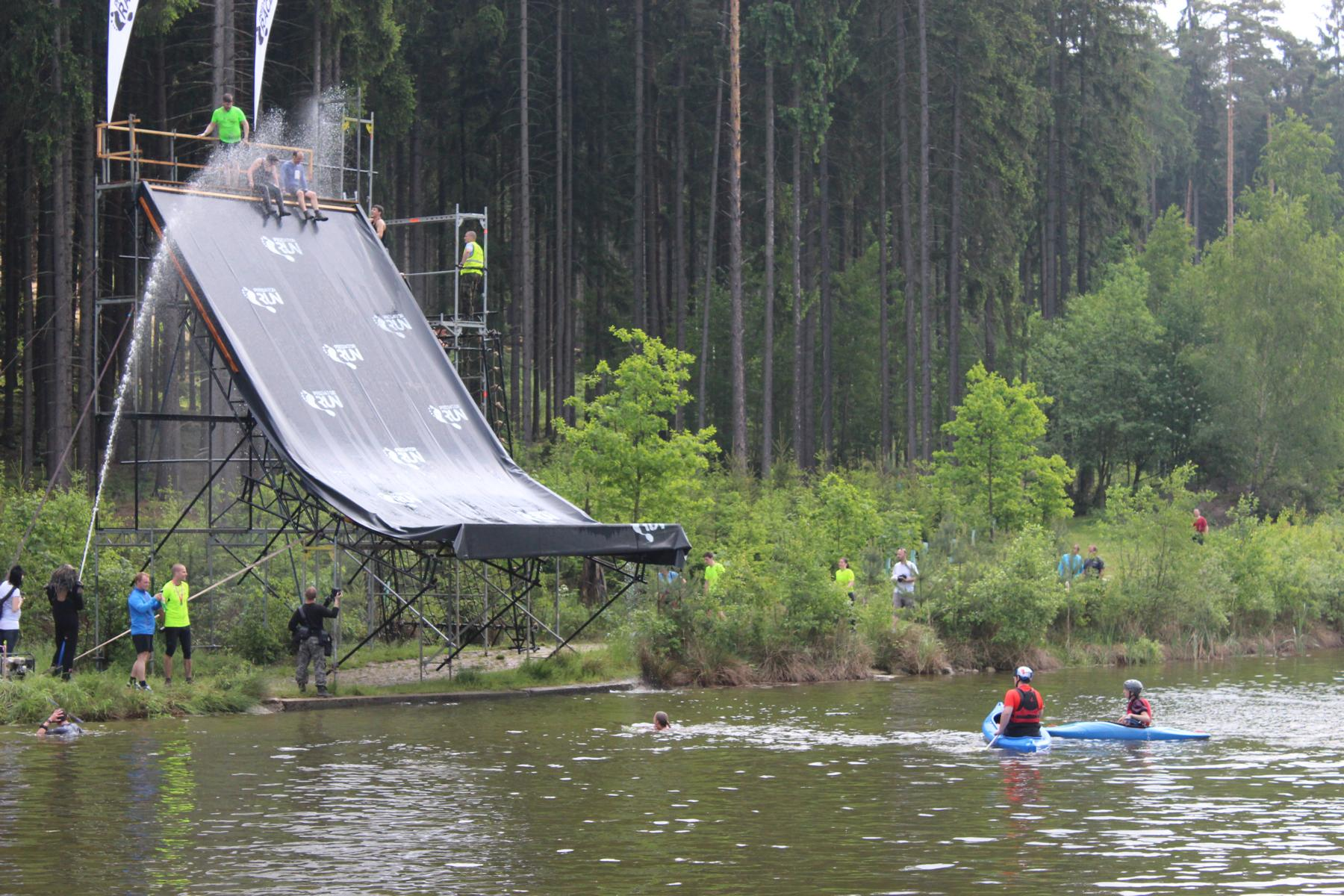
Rutsche

## Typische Hinderniselemente
Es wird unterschieden zwischen Pflichthindernissen (Nichtbewältigung führt zur Disqualifikation) und optionalen Hindernissen, die bei Nichtbewältigung mit einer Strafe (z. B. je 30 Burpees) kompensiert werden müssen. Die korrekte Ausführung wird durch sogenannte Course Marshals überwacht.
- Klassische Hindernisse
  - Eskaladierwände
  - Klettergerüste
  - Seilklettern
  - Kriechstrecken
  - Sandbag-/Log-/Chain-/Atlas-Carry
  - Weaver
- Wasserelemente
  - Tauchstrecken (Sommer wie Winter), Sprünge aus mehreren Metern Höhe ins Wasser
  - Bäche, Flüsse und Seen, die zu durchwaten oder -schwimmen sind
  - breite Wassergräben, die nicht übersprungen werden können
- Weiteres
  - brennendes Stroh
  - Slackline
  - Reifenbarrikaden
  - Strohballen, die zu überwinden sind.
  - Labyrinthe
  - Elektrodraht[2]
  - Sportschießen[3]
  - Memory Board[4]

## Bekannte Rennen
- Braveheartbattle
- Tough Guy Race (Großbritannien, nordwestlich Birmingham)
- StrongmanRun (u. a. Deutschland, Schweiz, Österreich, Frankreich, …)
- Tough Mudder (ca. 50 Events/Jahr in Nordamerika, Großbritannien, Australien sowie Deutschland)
- Spartan Race (ca. 130 Events, 1 Million Teilnehmer/Jahr weltweit; Weltmeisterschaft)
- Gettingtough – The Race (Winterlauf)
- Predator Race (Tschechien, Slowenien, Österreich)

## Bekannte Athleten
- Jonathan Albon (6-facher OCR Weltmeister[5])
- Robert Killian
- Susanne Kraus (Brooks Getting Tough Team)
- Hagen Brosius (Brooks Getting Tough Team)
- Friederike Feil (Team Getting Tough, Brooks Running Team)
- Knut Höhler (Team Getting Tough, Brooks Running Team)
- Manuel Stöckert
- Laura Brosius
- Charles Franzke (Team Deutschland Spartanrace World Championship, 1. Platz Gesamtwertung XLETIX ELITE Heat 2017, Verfolger bei „Renn zur Million … wenn Du kannst!“)
- Matthias Graute (2. Platz Gesamtwertung XLETIX ELITE Heat 2017; 1. Platz Tough Mudder NRW 2018)
- Markus Ertelt (Brooks Getting Tough Team)
- Joanna Z.-Kasprzyk (1. Platz Gesamtwertung XLETIX ELITE Heat 2017)
- Jörg Eißmann (2017, 2018 erfolgreichster deutscher OCR-Extremhindernisläufer, 2018 Welt- und Europameister sowie 2017 Vizewelt- und Europameister in der AG 45–49, (Team Elektro-Blitz, Stangengrün))

## Moderner Fünfkampf
Während der Olympischen Spiele in Tokio 2021 hatte der Reitversuch von Annika Schleu für Kritik gesorgt. Die Athletin war mit dem ihr zugelosten traumatisierten Pferd nicht zurechtgekommen. Sie setzte Gerte und Sporen ein, ihre Trainerin Kim Raisner schlug das Pferd. Das Verhalten empörte auch Tierschutzorganisationen.
Im November 2021 wurde beschlossen, dass im Modernen Fünfkampf Reiten nach 2024 durch eine andere Sportart ersetzt werden soll. Aktive wiesen darauf hin, dass sie in die Entscheidung nicht mit einbezogen wurden und dass der Verband stattdessen einen besseren Schutz von Pferden und Reitern in die Bestimmungen hätte aufnehmen können.
2017 war bereits einmalig ein Hindernis-Parcours getestet worden, der allerdings in den Laser Run integriert war.
Ende Juni 2022 fand in Ankara ein Testwettkampf mit Sportlern aus 19 Nationen statt. Die Athleten hatten einen Hindernis-Parcours mit neun Stationen zu überwinden, für den eine Produktionskulisse der Fernsehsendung Ninja Warrior verwendet wurde. Die UIPM schloss mit dem Fernsehsender Tokyo Broadcasting System eine Vereinbarung über die weitere Nutzung eines Ninja-Warrior-Hindernisparcours ab. Im November 2022 beschloss die UIPM mit 69 von 83 Stimmen die Aufnahme der Hindernisdisziplin unter dem Namen „Obstacle Racing“ in den Modernen Fünfkampf. Das Springreiten soll bei den Olympischen Spielen 2024 zum letzten Mal ausgetragen werden, danach soll bei Internationalen Spielen der Hindernislauf Teil des Modernen Fünfkampfs werden. Im nationalen Meisterschaftsbereich und im internationalen Juniorenbereich ist das bereits seit 2023 der Fall.

## Adaption in Fernsehshows
- Renn zur Million … wenn Du kannst!
- Ninja Warrior
- Takeshi’s Castle
- Entern oder Kentern
- WipeOut – Heul nicht, lauf!
- Viking – Der ultimative Hindernislauf